# Москальцов Олексій Вадимович
Москальцов Олексій Вадимович (1952, Харків — 26 липня 1987, Памір). Майстер спорту зі скелелазіння (1971), майстер спорту з альпінізму (1980), Заслужений майстер спорту і майстер спорту міжнародної кваліфікації (1982). Інженер-радіоелектронщик. За цикл робіт зі спеціальності нагороджений дипломом та медаллю АН України. Має авторські свідоцтва.
До альпінізму долучився з ранніх років: в 1969 р. він отримує значок «Альпініст СРСР». 5 раз побував на семитисячниках країни. Здійснив понад 40 сходжень 5-6-ї к.с. Три рази був чемпіоном Союзу з альпінізму. 1975 р. — в Болгарії пройшов один з найскладніших маршрутів — Злий Зуб.
- 1982 р. — учасник 1-ї Гімалайської експедиції. Під час сходження на Еверест піднявся до висоти 8250 м н.р.м. Брати участь в штурмі вершини не зміг через отриману травму при падінні в льодовикову тріщину. Нагороджений  орденом «Дружби народів».

Його вищі альпіністські досягнення:
- 1974 р. — Аманауз-Двозуба (3600 м) по сх. стіні;
- 1976 р. — 6-та Вежа Корони (4860 м);
- 1977 р. — 3ах. Домбай (4036 м) по півд. стіні. пік ЦДСА;
- 1978 р. — Двозубка (3600 м), 6А к.с .;
- 1979 р. — пік Пасіонарія (4000 м) по бастіону;
- 1979 р. пік Бородіно (5959 м), п/п по півн. стіні;
- 1 980 р. — пік Холодна стіна (5979 м);
- 1984 р. — пік Енгельса, Півд. Ушба, Чанчахі;
- 1985 р. — Чапдара (5049 м);
- 1986 р. — зимове сходження на пік Комунізму (маршрут Бородкіна). На холодній ночівлі отримав серйозні обмороження — ампутація декількох пальців на ногах.

1981—1985 рр. — тренер збірних команд Харківського «Буревісника» з альпінізму і скелелазіння. 1978—1987 рр. — член президії ФА Харкова.
1987 р. — сходження на пік Клари Цеткін (6641 м), 6-й к.с. З-під самої вершини лавина зносить всю групу. З п'яти чоловік залишився живий тільки А. Коваль. Льошу Москальцова знайти не вдалося.
Олексій з родини альпіністів. Його дядько Юрій Москальцов — один з перших на Україні чемпіонів СРСР (1949 р. — першопроходження траверс Коштан-тау-Дихтау в команді В. М. Абалакова). Батьки: Вадим Борисович Москальцов (1915—1982) і Наталія Яковенко — Майстри спорту і інструктори альпінізму.

## Ресурси Інтернету
- Москальцов Олексій Вадимович [Архівовано 4 квітня 2019 у Wayback Machine.]